# HD34364
HD34364 — хімічно пекулярна зоря спектрального класу B9, що має видиму зоряну величину в смузі V приблизно 6,1.
Вона  розташована на відстані близько 397,8 світлових років від Сонця.

## Пекулярний хімічний вміст
Зоряна атмосфера HD34364 має підвищений вміст 
Hg
.